# Tinizong
Tinizong je bývalá samostatná obec ve švýcarském kantonu Graubünden, okrese Albula. Žije zde  obyvatel.
Do roku 1998 byl Tinizong samostatnou obcí. 1. ledna 1998 se spojil s Ronou a vznikla tak nová obec Tinizong-Rona. Od roku 2016 patří obě obce k obci Surses.

## Geografie
Tinizong leží na silnici z Tiefencastelu do Silvaplany (silnice přes průsmyk Julierpass).

## Historie
Již v římském seznamu silnic z 3. století byl Tinizong zmíněn jako Tinnetione. Ve středověku mělo toto sídlo jako centrum Port Tinzen a Sust (překládací místo) na trase přes průsmyky Septimerpass a Julierpass významné postavení. Až do 19. století byl Tinizong sídlem okrsku Oberhalbstein. V Tinizongu stál v karolínské době královský dvůr a ve středověku tři dnes již neexistující obranné věže.
V bývalé zemědělské vesnici, kde dopravní podnikání poskytovalo další zdroj příjmů, se v 21. století nachází několik podniků, dva hotely a mnoho rekreačních nemovitostí. Od roku 1953 se v Tinizongu nachází centrála Marmorera elektrárny města Curych. I po sloučení obcí v roce 1998 zůstaly Tinizong a Rona církevně oddělené.

## Obyvatelstvo
| Rok            | 1850 | 1900 | 1950 | 1990 |
| Počet obyvatel | 413  | 400  | 409  | 281  |

### Jazyky
Původním jazykem místních obyvatel je surmiran, regionální dialekt rétorománštiny.

## Doprava
Tinizong leží na hlavní silnici č. 3 z Churu přes Lenzerheide a průsmyk Julierpass do Engadinu. Na této trase jezdí také autobusová linka Postauto, obsluhující obec.